# Aleksandr Klúbov
Aleksandr Fodorovich Klúbov (en ruso: Алекса́ндр Фёдорович Клу́бов, 18 de enero de 1918 – 1 de noviembre de 1944) fue un as de la aviación soviético que combatió durante la Segunda Guerra Mundial donde recibió dos veces el título de Héroe de la Unión Soviética. Durante la guerra, completó 457 salidas de combate, en las que obtuvo al menos 31 victorias individuales, lo que le convierte en uno de los ases soviéticos con mayor número de derribos.

## Biografía

### Infancia y juventud
Aleksandr Klúbov nació el 18 de enero de 1918 en la localidad de Okorokovo en la gobernación de Vólogda en lo que entonces era la RSFS de Rusia (la Unión Soviética no se constituyó formalmente hasta finales de 1922), en el seno de una familia rusa de clase trabajadora. Su padre, que murió cuando Aleksandr era un niño pequeño, había servido en el crucero Aurora. Su hermano mayor, Alekséi, era peón, pero tenía gran parte de la responsabilidad de criar a Aleksandr y su hermana. La familia se fue de Okishevo en 1931, donde Klubov completó sus primeros cuatro años de escuela; Vivió en Yarunovo hasta 1934, después se mudó a Leningrado, donde completó sus estudios y comenzó a trabajar en una acería. Más tarde, trabajó en una fábrica de carburadores y se entrenó en el club de vuelo local antes de unirse al ejército en enero de 1939. Luego se graduó en la Escuela de Aviación Militar de Chugúyev en octubre de 1940, después de su graduación fue asignado al 84.º Regimiento de Aviación de Cazas con sede en Armenia; la unidad usaba principalmente el caza biplano Polikarpov I-153.

### Segunda Guerra Mundial
Poco después del inicio de la invasión alemana de la Unión Soviética, Klúbov fue desplegado en agosto como parte de la invasión anglosoviética de Irán. Luchó brevemente en el conflicto antes de regresar a su puesto menos de un mes después, en septiembre. En julio de 1942 fue enviado al frente de la Batalla del Cáucaso como comandante de vuelo. Obtuvo su primera victoria aérea en agosto después de derribar un caza alemán Messerschmitt Bf 109 mientras volaba con un I-153. Pronto aumentó su cuenta de victorias, pero después de participar en un combate aéreo (dogfight) durante el cual consiguió dos derribos compartidos de sendos Bf 109, fue derribado. Aunque trató desesperadamente de aterrizar su I-153, se vio obligado a lanzarse en paracaídas desde su avión dañado después de sufrir quemaduras graves. Su rostro y cuello mostraban cicatrices del incidente mucho después de que lo dieron de alta del hospital en enero de 1943. Cuando regresó a su regimiento, comenzó a volar misiones en el caza Polikarpov I-16 al que se había cambiado su regimiento, pero no obtuvo ninguna victoria aérea con él. En abril, su unidad fue enviada lejos del frente de guerra para volver a entrenarse, pero en mayo, él y otros catorce pilotos del 84.º Regimiento de Cazas fueron transferidos al 16.º Regimiento de Aviación de Cazas de la Guardia. Luego, Klúbov y varios de sus colegas fueron asignados al 1er escuadrón y se entrenaron bajo la supervisión de Aleksandr Pokryshkin, uno de los ases con mayor número de victorias de la Unión Soviética.
El 4 de septiembre de 1943, fue nominado para el título de Héroe de la Unión Soviética por haber completado 310 salidas de combate, participar en 84 combates aéreos y derribar personalmente catorce aviones enemigos. Recibió el título el 13 de abril de 1944.
Klúbov estuvo a un derribo de convertirse en un «as en un día» el 30 de mayo de 1944, ya que derribó dos Ju 87 y dos Fw-190. A principios de ese mes, estuvo casi permanentemente en tierra después de haber tenido una pelea con un mecánico de otro regimiento, que terminó gravemente herido. Fue detenido y enviado para ser juzgado por un tribunal militar, lo que probablemente habría resultado en su envío a un batallón penal de infantería con una alta tasa de mortalidad, pero Aleksandr Pokryshkin intervino y solicitó una sentencia más indulgente, insistiendo en que enviar a un as de la aviación a un batallón penal resultaría en muchas pérdidas adicionales de aviones soviéticos.
Aleksandr Klúbov murió el 1 de noviembre de 1944 después de perder el control de su avión en un vuelo de entrenamiento del nuevo caza La-7. Fue enterrado en la Colina de la Gloria en Leópolis hasta que fue enterrado de nuevo en el cementerio Vvedensky de Vólogda en 2001. A lo largo de la guerra obtuvo 31 victorias en solitario y tres derribos compartidos, voló en 457 misiones de combate y participó en 109 combates aéreos. Después de su muerte, fue nominado nuevamente para el título de Héroe de la Unión Soviética, título que le fue concedido por segunda vez el 27 de junio de 1945.

## Condecoraciones
A lo largo de su carrera militar Aleksandr Klúbov recibió las siguientes condecoraciones
|  | Héroe de la Unión Soviética, dos veces (13 de abril de 1944 y 27 de junio de 1945)   |
|  | Orden de Lenin (13 de abril de 1944)                                                 |
|  | Orden de la Bandera Roja, dos veces (19 de octubre de 1942 y 4 de noviembre de 1943) |
|  | Orden de Alejandro Nevski (2 de febrero de 1944)                                     |
|  | Orden de la Guerra Patria de 1.er grado (2 de mayo de 1943)                          |
|  | Medalla por la Defensa del Cáucaso (1944)                                            |